# Strada europea E583
La strada europea E583 è una strada europea che collega Săbăoani a Žytomyr. Come si evince dalla numerazione, si tratta di una strada di classe B posta nell'area delimitata a nord dalla E50, a sud dalla E60, ad ovest dalla E85 e ad est dalla E95.

## Percorso
La E583 è definita con i seguenti capisaldi di itinerario: "Săbăoani - Iași - Sculeni - Bălți - Mohyliv-Podil's'kyj - Vinnycja - Žytomyr".